# Santa Claus Cup
Santa Claus Cup é uma competição internacional de patinação artística no gelo de níveis sênior, júnior e  noviço, sediado na cidade de Budapeste, Hungria.

## Edições
| Ano  | Edição | Cidade sede | Sênior | Sênior | Sênior | Júnior | Júnior | Júnior | Noviço | Noviço | Noviço | Ref           |
| Ano  | Edição | Cidade sede | M      | F      | D      | M      | F      | D      | M      | F      | D      | Ref           |
| ---- | ------ | ----------- | ------ | ------ | ------ | ------ | ------ | ------ | ------ | ------ | ------ | ------------- |
| 2007 | 1.ª    | Budapeste   | –      | –      | –      | •      | •      | •      | •      | •      | •      | [ 1 ]         |
| 2008 | 2.ª    | Budapeste   | –      | –      | –      | •      | •      | •      | •      | •      | •      | [ 2 ]         |
| 2009 | 3.ª    | Budapeste   | –      | –      | –      | •      | •      | •      | •      | •      | •      | [ 3 ]         |
| 2010 | 4.ª    | Budapeste   | –      | –      | –      | •      | •      | •      | •      | •      | •      | [ 4 ]         |
| 2011 | 5.ª    | Budapeste   | –      | –      | –      | •      | •      | •      | •      | •      | •      | [ 5 ]         |
| 2012 | 6.ª    | Budapeste   | –      | –      | –      | •      | •      | •      | •      | •      | •      | [ 6 ] [ 7 ]   |
| 2013 | 7.ª    | Budapeste   | –      | –      | –      | •      | •      | •      | •      | •      | •      | [ 8 ] [ 9 ]   |
| 2014 | 8.ª    | Budapeste   | •      | •      | •      | •      | •      | •      | •      | •      | •      | [ 10 ] [ 11 ] |
| 2015 | 9.ª    | Budapeste   | •      | •      | •      | •      | •      | •      | •      | •      | •      | [ 12 ]        |
| 2016 | 10.ª   | Budapeste   | •      | •      | •      | •      | •      | •      | •      | •      | •      | [ 13 ]        |
| 2017 | 11.ª   | Budapeste   | •      | •      | •      | •      | •      | •      | •      | •      | •      | [ 14 ]        |

## Lista de medalhistas

### Sênior

#### Individual masculino
| Evento                    | Ouro                          | Prata                         | Bronze                        |
| Budapeste 2014 (detalhes) | Javier Raya · Espanha         | Felipe Montoya · Espanha      | Manuel Koll · Áustria         |
| Budapeste 2015 (detalhes) | Felipe Montoya · Espanha      | Mario-Rafael Ionian · Áustria | Larry Loupolover · Azerbaijão |
| Budapeste 2016 (detalhes) | Moris Kvitelashvili · Geórgia | Irakli Maysuradze · Geórgia   | Felipe Montoya · Espanha      |
| Budapeste 2017 (detalhes) | Konstantin Milyukov · Rússia  | Maurizio Zandron · Itália     | Philip Warren · França        |

#### Individual feminino
| Evento                    | Ouro                                | Prata                     | Bronze                     |
| Budapeste 2014 (detalhes) | Ivett Tóth · Hungria                | Giada Russo · Itália      | Julia Sauter · Romênia     |
| Budapeste 2015 (detalhes) | Eliška Březinová · República Tcheca | Ivett Tóth · Hungria      | Fleur Maxwell · Luxemburgo |
| Budapeste 2016 (detalhes) | Ivett Tóth · Hungria                | Isadora Williams · Brasil | Julia Sauter · Romênia     |
| Budapeste 2017 (detalhes) | Ivett Tóth · Hungria                | Loena Hendrickx · Bélgica | Micol Cristini · Itália    |

#### Dança no gelo
| Evento                    | Ouro                                           | Prata                                       | Bronze                                        |
| Budapeste 2014 (detalhes) | Natalia Kaliszek · Maksym Spodyriyev · Polônia | Alisa Agafonova · Alper Ucar · Turquia      | Mizato Komatsubara · Andrea Fabbri · Itália   |
| Budapeste 2015 (detalhes) | Tiffany Zahorski · Jonathan Guerreiro · Rússia | Mizato Komatsubara · Andrea Fabbri · Itália | Valeria Gaistruk · Alexei Olejnik · Ucrânia   |
| Budapeste 2016 (detalhes) | Sara Hurtado · Kirill Khaliavin · Espanha      | Lilah Fear · Lewis Gibson · Reino Unido     | Victoria Manni · Carlo Röthlisberger · Suíça  |
| Budapeste 2017 (detalhes) | Oleksandra Nazarova · Maxim Nikitin · Ucrânia  | Anna Yanovskaya · Adam Lukacs · Hungria     | Natalia Kaliszek · Maksym Spodyriev · Polônia |

### Júnior

#### Individual masculino júnior
| Evento                    | Ouro                              | Prata                             | Bronze                                |
| Budapeste 2007 (detalhes) | Eray Özbal · Turquia              | Krisztián Andráska · Hungria      | Márk Magyar · Hungria                 |
| Budapeste 2008 (detalhes) | Kim Nilsen · Noruega              | nenhum outro competidor           | nenhum outro competidor               |
| Budapeste 2009 (detalhes) | Krisztián Andraska · Hungria      | nenhum outro competidor           | nenhum outro competidor               |
| Budapeste 2010 (detalhes) | Vlad Ionescu · Romênia            | Kristóf Forgó · Hungria           | Jamie Wright · Reino Unido            |
| Budapeste 2011 (detalhes) | Jack Newberry · Reino Unido       | Kristóf Forgó · Hungria           | Marco Klepoch · Eslováquia            |
| Budapeste 2012 (detalhes) | Kristóf Forgó · Hungria           | Charles Parry-Evans · Reino Unido | Antonio Panfili · Itália              |
| Budapeste 2013 (detalhes) | Charles Parry-Evans · Reino Unido | Marco Klepoch · Eslováquia        | Christopher Huettl · Alemanha         |
| Budapeste 2014 (detalhes) | Deniss Vasiļjevs · Letônia        | Hector Alonso Serrano · Espanha   | Aleix Gabara Xanco · Espanha          |
| Budapeste 2015 (detalhes) | Daniel Grassl · Itália            | Ivan Shmuratko · Ucrânia          | Simone Cervi · Itália                 |
| Budapeste 2016 (detalhes) | Daniel Grassl · Itália            | Nika Egadze · Geórgia             | Matyáš Bělohradský · República Tcheca |
| Budapeste 2017 (detalhes) | Ivan Shmuratko · Ucrânia          | Denis Gurdzhi · Alemanha          | Daniel Mrazek · República Tcheca      |

#### Individual feminino júnior
| Evento                    | Ouro                                 | Prata                              | Bronze                            |
| Budapeste 2007 (detalhes) | Delphine Kristofics Binder · Áustria | Emma Gadzhieva · Azerbaijão        | Klára Zoubkova · República Tcheca |
| Budapeste 2008 (detalhes) | Noora Pitkänen · Finlândia           | Amelia Schwienbacher · Itália      | Ariana Tarrado Ribes · Andorra    |
| Budapeste 2009 (detalhes) | Emilia Simonen · Finlândia           | Regina Borbely · Hungria           | Silvia Monti · Itália             |
| Budapeste 2010 (detalhes) | Noora Pitkanen · Finlândia           | Rosaliina Kuparinen · Finlândia    | Reetta Romppanen · Finlândia      |
| Budapeste 2011 (detalhes) | Elettra Olivotto · Itália            | Eveliina Viljanen · Finlândia      | Henriette Grassler · Alemanha     |
| Budapeste 2012 (detalhes) | Anna Afonkina · Bulgária             | Ivett Tóth · Hungria               | Giada Russo · Itália              |
| Budapeste 2013 (detalhes) | Ivett Tóth · Hungria                 | Chiara Calderone · Itália          | Dorka Havasi · Hungria            |
| Budapeste 2014 (detalhes) | Fruzsina Medgyesi · Hungria          | Júlia Bátori · Hungria             | Alexandra Hagarová · Eslováquia   |
| Budapeste 2015 (detalhes) | Annika Hocke · Alemanha              | Pernille Sørensen · Dinamarca      | Petra Laakkonen · Finlândia       |
| Budapeste 2016 (detalhes) | Dahyun Ko · República Tcheca         | Sophia Schaller · Áustria          | Paige Conners · Israel            |
| Budapeste 2017 (detalhes) | Valeriia Sidorova · Rússia           | Klara Stepanova · República Tcheca | Vera Stolt · Finlândia            |

#### Dança no gelo júnior
| Evento                    | Ouro                                                | Prata                                                | Bronze                                             |
| Budapeste 2007 (detalhes) | Anastassiya Vykhodceva · Aleksey Shumskiy · Ucrânia | Elena Teremtsova · Yuri Eremenko · Ucrânia           | Dóra Turoczy · Balázs Major · Hungria              |
| Budapeste 2008 (detalhes) | Charlene Guignard · Guillaume Paulmier · França     | Dóra Turóczi · Balázs Major · Hungria                | Emese László · Máté Fejes · Hungria                |
| Budapeste 2009 (detalhes) | Dóra Turóczi · Balázs Major · Hungria               | Angelina Telegina · Valentin Molotov · Rússia        | Maria Popkova · Viktor Kovalenko · Uzbequistão     |
| Budapeste 2010 (detalhes) | Charlotte Aiken · Josh Whidborne · Reino Unido      | Juliane Haslinger · Tom Finke · Alemanha             | Karina Uzurova · Ilias Ali · Cazaquistão           |
| Budapeste 2011 (detalhes) | Valeria Zenkova · Valerie Sinitsin · Rússia         | Gabriella Papadakis · Guillaume Cizeron · França     | Daria Korotitskaya · Maxim Spodirev · Ucrânia      |
| Budapeste 2012 (detalhes) | Alexandra Nazarova · Maxim Nikitin · Ucrânia        | Sofia Sforza · Francesco Fioretti · Itália           | Kristina Baklanova · Andrei Bagin · Rússia         |
| Budapeste 2013 (detalhes) | Angélique Abachkina · Louis Thauron · França        | Sarah-Marine Rouffanche · Geoffrey Brissaud · França | Natalia Kaliszek · Yaroslav Kurbakov · Polônia     |
| Budapeste 2014 (detalhes) | Carolina Moscheni · Ádám Lukács · Hungria           | Daria Rumiantseva · Dmitri Riabchenko · Rússia       | Katharina Müller · Tim Dieck · Alemanha            |
| Budapeste 2015 (detalhes) | Sara Ghislandi · Giona Terzo Ortenzi · Itália       | Daria Rumiantseva · Dmitri Riabchenko · Rússia       | Anzhelika Yurchenko · Volodymyr Byelikov · Ucrânia |
| Budapeste 2016 (detalhes) | Sophia Litvinova · Aleksandr Balikov · Rússia       | Polina Ivanenko · Daniil Karpov · Rússia             | Sasha Fear · Elliot Verburg · Reino Unido          |
| Budapeste 2017 (detalhes) | Elizaveta Shanaeva · Devid Narizhnyy · Rússia       | Maria Golubtsova · Kirill Bielobrov · Ucrânia        | Mariia Kazakova · Georgy Reviya · Geórgia          |

### Noviço avançado

#### Individual masculino noviço avançado
| Evento                    | Ouro                            | Prata                             | Bronze                          |                         |
| Budapeste 2007 (detalhes) | David Herold · República Tcheca | nenhum outro competidor           | nenhum outro competidor         |                         |
| Budapeste 2008 (detalhes) | Carlo Röthlisberger · Suíça     | Kristóf Forgó · Hungria           | Juho Pirinen · Finlândia        |                         |
| Budapeste 2009 (detalhes) | Thomas Kennes · Países Baixos   | Mislav Blagojevic · Croácia       | Tiaan Bessinger · África do Sul |                         |
| Budapeste 2010 (detalhes) | Cătălin Dimitrescu · Romênia    | Graţiano Dinu · Romênia           | Johannes Maierhofer · Áustria   |                         |
| Budapeste 2011 (detalhes) | Graham Newberry · Reino Unido   | Kasperi Riihimaki · Finlândia     | Ivo Gatovski · Bulgária         |                         |
| Budapeste 2012 (detalhes) | Adrien Bannister · Itália       | Alexander Borovoj · Hungria       | Ivo Gatovski · Bulgária         |                         |
| Budapeste 2013 (detalhes) | Josh Brown · Reino Unido        | Simon Fukas · Eslováquia          | Balázs Nagy · Hungria           |                         |
| Budapeste 2014 (detalhes) | Adam Siao Him Fa · França       | Tomas Llorenc Guarino · Espanha   | Florian Paschke · Alemanha      |                         |
| Budapeste 2015 (detalhes) | Anton Skoficz · Áustria         | Yann Frechon · França             | Mykola Nazarenko · Ucrânia      |                         |
| Budapeste 2016 (detalhes) | Michal Savitskiy · Alemanha     | Alp Eren Özkan · Turquia          | Ömer Efe Sayıcı · Turquia       |                         |
| Budapeste 2017 (detalhes) | Tim England · Alemanha          | Lukas Vochozka · República Tcheca | nenhum outro competidor         | nenhum outro competidor |

#### Individual feminino noviço
| Evento                                | Ouro                            | Prata                             | Bronze                             |
| Budapeste 2007 (detalhes)             | Karolina Sykorova · Eslováquia  | Monika Simancikova · Eslováquia   | Ariana Tarrado Ribes · Andorra     |
| Budapeste 2008 (detalhes)             | Monika Simancikova · Eslováquia | Vittoria Manni · Itália           | Diana Zanta · Suíça                |
| Budapeste 2009 (detalhes)             | Lavinja Lambert · Alemanha      | Jana Coufalová · República Tcheca | Laura Raszyková · República Tcheca |
| Budapeste 2010 (detalhes)             | Elettra Olivotto · Itália       | Ivett Toth · Hungria              | Emilia Toikkanen · Finlândia       |
| Budapeste 2011 (detalhes)             | Ljubov Efimenko · Finlândia     | Georgina Kantor · Hungria         | Ivett Toth · Hungria               |
| Budapeste 2012 (1997–1999) (detalhes) | Oona Oounasvuori · Finlândia    | Meike Römpler · Alemanha          | Fruzsina Medgyesi · Hungria        |
| Budapeste 2012 (1999–2002) (detalhes) | Nina Letenayová · Eslováquia    | Darja Shatibelko · Letônia        | Jade Rautiainen · Finlândia        |
| Budapeste 2013 (detalhes)             | Kloé Rozgonyi · Reino Unido     | Alexandra Hagarová · Eslováquia   | Nina Letenayová · Eslováquia       |
| Budapeste 2014 (detalhes)             | Anastasiya Arkhypova · Ucrânia  | Andrea Montesinos · México        | Zsuzsanna Osváth · Hungria         |
| Budapeste 2015 (detalhes)             | Anastasiya Arkhypova · Ucrânia  | Alexandra Feigin · Bulgária       | Enja Ruokonen · Finlândia          |
| Budapeste 2016 (detalhes)             | Maya Gorodnitsky · Israel       | Júlia Láng · Hungria              | Csenge Rabb · Hungria              |
| Budapeste 2017 (detalhes)             | Regina Schermann · Hungria      | Bernadett Szigeti · Hungria       | Esmese Csiszer · Hungria           |

#### Dança no gelo noviço
| Evento                    | Ouro                                                      | Prata                                                 | Bronze                                                 |
| Budapeste 2007 (detalhes) | Ophélie Cornu · Timothé Griére · França                   | Vanda Gury · Lucas Poirot · França                    | Roxane Battu · Amaury Mallett · França                 |
| Budapeste 2008 (detalhes) | Julie Barbosa · Brian Scheuer · França                    | Magalie Leininger · Maxime Caurel · França            | Gabriella Papadakis · Guillaume Cizeron · França       |
| Budapeste 2009 (detalhes) | Helen Wray · Jack Finerty · Reino Unido                   | Viviane Roscher · Tony Benjamin Engelhardt · Alemanha | Marta Frattini · Leoluca Sforza · Itália               |
| Budapeste 2010 (detalhes) | Annika Maczka · Henry Aiken · Reino Unido                 | Leah Magdalena Steffan · Benjamin Steffan · Alemanha  | Caroline Achatz · Maximilian Achatz · Alemanha         |
| Budapeste 2011 (detalhes) | Loreen Geiler · Sven Miersch · Alemanha                   | Anzhelika Yurchenko · Vadym Kravtsov · Ucrânia        | Nga Nguyen Thanh · Theo Bauta · Alemanha               |
| Budapeste 2012 (detalhes) | Sarah-Marine Rouffanche · Geoffrey Brissaud · França      | Anzhelika Yurchenko · Vadym Kravtsov · Ucrânia        | Darya Popova · Volodymyr Nakisko · Ucrânia             |
| Budapeste 2013 (detalhes) | Darya Popova · Volodymyr Nakisko · Ucrânia                | Eva Zaporozhskaya · Alexander Balukov · Rússia        | Olga Giglavaya · Oleksandr Siroshtan · Ucrânia         |
| Budapeste 2014 (detalhes) | Eva Zaporozhskaya · Alexander Balykov · Rússia            | Ekaterina Kuznetsova · Dmitri Parhomenko · Rússia     | Kseniya Dubivka · Vadym Kravtsov · Ucrânia             |
| Budapeste 2015 (detalhes) | Katsiaryna Sapazhenkava · Raman Balanovich · Bielorrússia | Zlata Iefymenko · Vadym Kolesnyk · Ucrânia            | Greta Anheuer · Dávid Bence Ujj · Hungria              |
| Budapeste 2016 (detalhes) | Ekaterina Andreeva · Ivan Desyatov · Rússia               | Maria Nosovitska · Mykhailo Nosovitskyi · Ucrânia     | Jessenia Tsenkman · Marko Jevgeni Gaidajenko · Estônia |
| Budapeste 2017 (detalhes) | Sofiia Kachushkina · Egor Goncharov · Rússia              | Sofiya Lukinskaya · Valeriy Angelopol · Rússia        | Angelina Zimina · Andrei Pilin · Rússia                |